# Gesa Weyhenmeyer
Gesa A. Weyhenmeyer, född 4  november 1969 i Bonn i Tyskland, är en svensk biologiprofessor vid Uppsala universitet  med specialitet inom akvatisk biogeokemi. Hon är medlem i Kungliga vetenskapsakademien.
Weyhenmeyer har studerat oceanografi vid Kiels universitet (Tyskland), hydrologi vid Freiburgs universitet (Tyskland) och Trent universitet (Kanada) samt sedimentologi vid Uppsala universitet där hon doktorerade 1996.
År 2016 startade hon projektet Brunt vatten där  högstadieelever undersökte vattenprover som de samlat in i sjöar och dammar. Mätningarna, som redovisas i tidskriften Scientific Reports, visar hur vatten och luft värms upp under den pågående globala uppvärmningen.
I december 2020 varnade Weyhenmeyer, tillsammans med mer än 250 internationellt kända forskare och i ett debattinlägg i The Guardian, för att klimatförändringarna kan leda till att vårt samhälle kollapsar.

## Publikationer (urval)
- Weyhenmeyer et al. "Towards critical white ice conditions in lakes under global warming", Nature communications, 2022. PMID 36008420
- Jane et al. "Widespread deoxygenation of temperate lakes" Nature, 2021
- Woolway et al. "Phenological shifts in lake stratification under climate change", Nature communications, 2021 Apr 19;12(1):2318. PMID 33875656
- Weyhenmeyer et al. "Widespread diminishing anthropogenic effects on calcium in freshwaters" Sci Rep. 2019 Jul 18;9(1):10450 PMID 31320731
- Weyhenmeyer et al. "Significant fraction of CO2 emissions from boreal lakes derived from hydrologic inorganic carbon inputs", Nature Geoscience, 2015
- Weyhenmeyer et al. "Large geographical differences in the sensitivity of ice-covered lakes and rivers in the Northern Hemisphere to temperature changes", Global Change Biology 2011